# Godzięcin
Godzięcin (niem. Thiergarten) – wieś w Polsce położona w województwie dolnośląskim, w powiecie wołowskim, w gminie Brzeg Dolny.

## Podział administracyjny
W latach 1975–1998 miejscowość administracyjnie należała do województwa wrocławskiego.

## Demografia
Według Narodowego Spisu Powszechnego (III 2011 r.) liczy 671 mieszkańców. Jest największą miejscowością gminy Brzeg Dolny.

## Zabytki
Do wojewódzkiego rejestru zabytków wpisane są:
- kościół pw. Świętej Trójcy, z drugiej połowy XVI w., XIX w.
- dzwonnica, drewniana, z początku XIX w.
- park, z drugiej połowy XIX w.
- mauzoleum